# Kaspijsko jezero
Kaspijsko jezero je najprostranije jezero na Zemlji, između Europe i Azije, s površinom od 371 800 km2. Sjeverni dio jezera je plitak jer ga popunjavaju nanosi rijeke Volge, a južni je dublji, najveća dubina je 1025 m. 
Kaspijsko jezero je slano i zapravo je zatvoreno more. 
Na obalama Kaspijskog jezera nalaze se države 
- Rusija (republike Dagestan i Kalmička te Astrahanska oblast)
- Iran (pokrajine Gilan, Mazandaran i Golestan)
- Azerbajdžan
- Turkmenistan
- Kazahstan

Sjeverno i istočno od jezera nalaze se stepe Središnje Azije. Na istočnoj obali se nalazi zaljev Kara-Bogaz-Gol.

## Slanost
Prema količini otopljenih soli u vodi, Kaspijsko jezero je slano jezero. Salinitet jezera je u prosjeku 13 ‰. Najmanja je koncentracija soli u sjevernom dijelu, u kojemu u jezero utječu brojne rijeke. Tu je salinitet 1-2 ‰ i povećava se prema jugoistoku, gdje iznosi 14 ‰. Iznimka je zaljev Kara-Bogaz-Gol. Salinitet u njemu je oko 300 ‰. Tomu, prije svega pogoduje što je zaljev izoliran i plitak.

## Pritoke
UNECE priznaje 7 rijeka koja se ulijevaju u Kaspijsko jezero. To su:
| Rijeka | Države kroz koje rijeka protječe             |
| ------ | -------------------------------------------- |
| Atrek  | Iran, Turkmenistan                           |
| Kura   | Armenija, Azerbajdžan, Gruzija, Iran, Turska |
| Ural   | Kazahstan, Rusija                            |
| Samur  | Azerbajdžan, Rusija                          |
| Sulak  | Gruzija, Rusija                              |
| Terek  | Gruzija, Rusija                              |

## Promet
Promet na Kaspijskom jezeru je dobro razvijen, a važan je i ribolov.
Ima nekoliko trajektnih linija (uključujući i željeznički trajekt), a to su:
- linija Türkmenbaşy, Turkmenistan - Baku
- linija Baku - Aktau
- nekoliko linija između Irana i Rusije

Ove linije se koriste uglavnom za prijevoz tereta i robe, a samo linija Baku - Aktau dozvoljava prijevoz putnika.

## Vanjske poveznice
|  | Zajednički poslužitelj ima još gradiva o temi Kaspijsko jezero |

- Kaspijsko jezero na Hrvatskoj enciklopediji